# Черепаший мост
Черепаший мост — мост через реку Александр в Израиле.

## История
Создан как туристический объект с целью наблюдения за редкими черепахами — африканскими триониксами (лат. Trionyx triunguis), обитающими в реке.
В последнее время осуществляются крупные работы с целью очищения реки Александр, направленные в том числе и на сохранение триониксов.

## Галерея

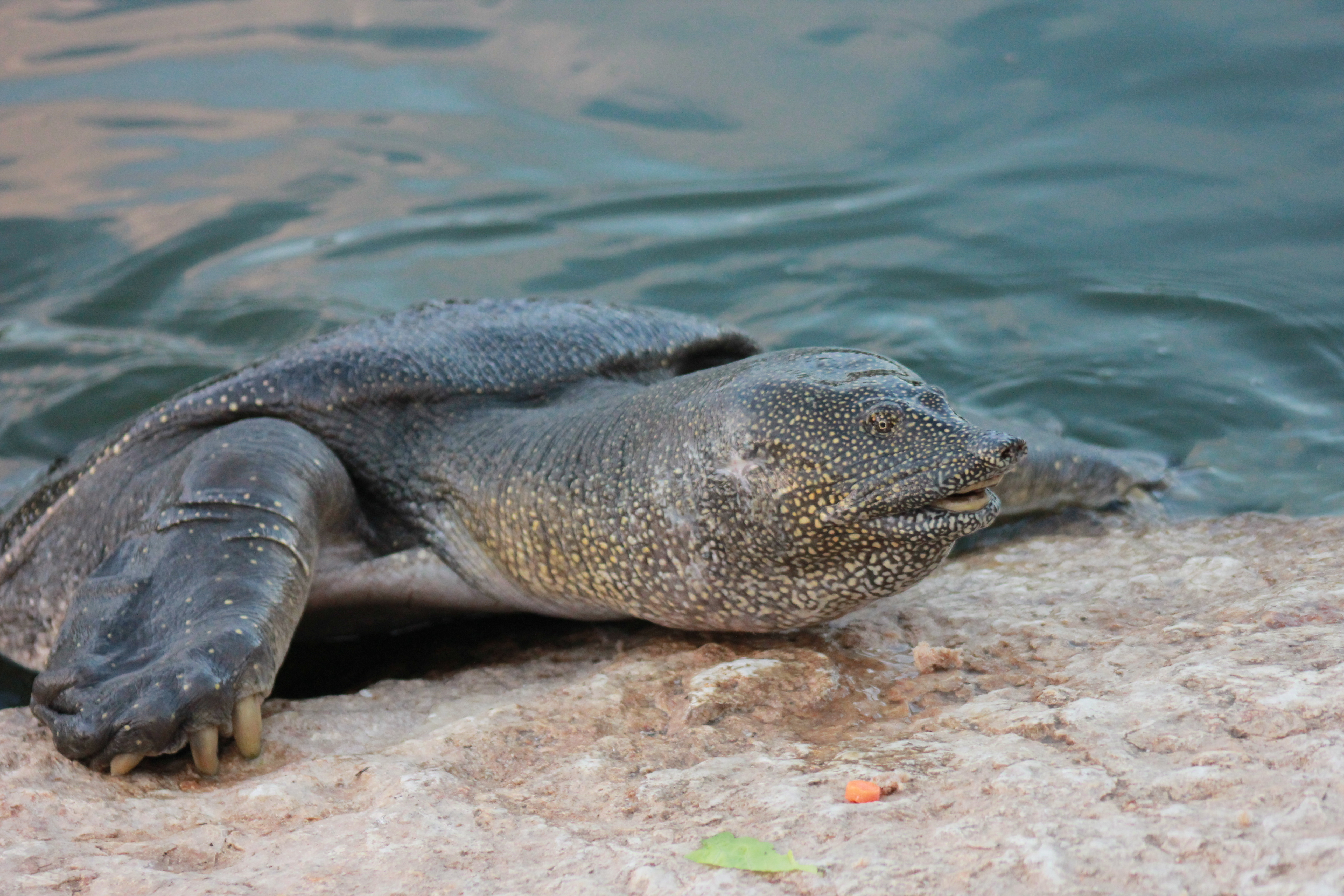
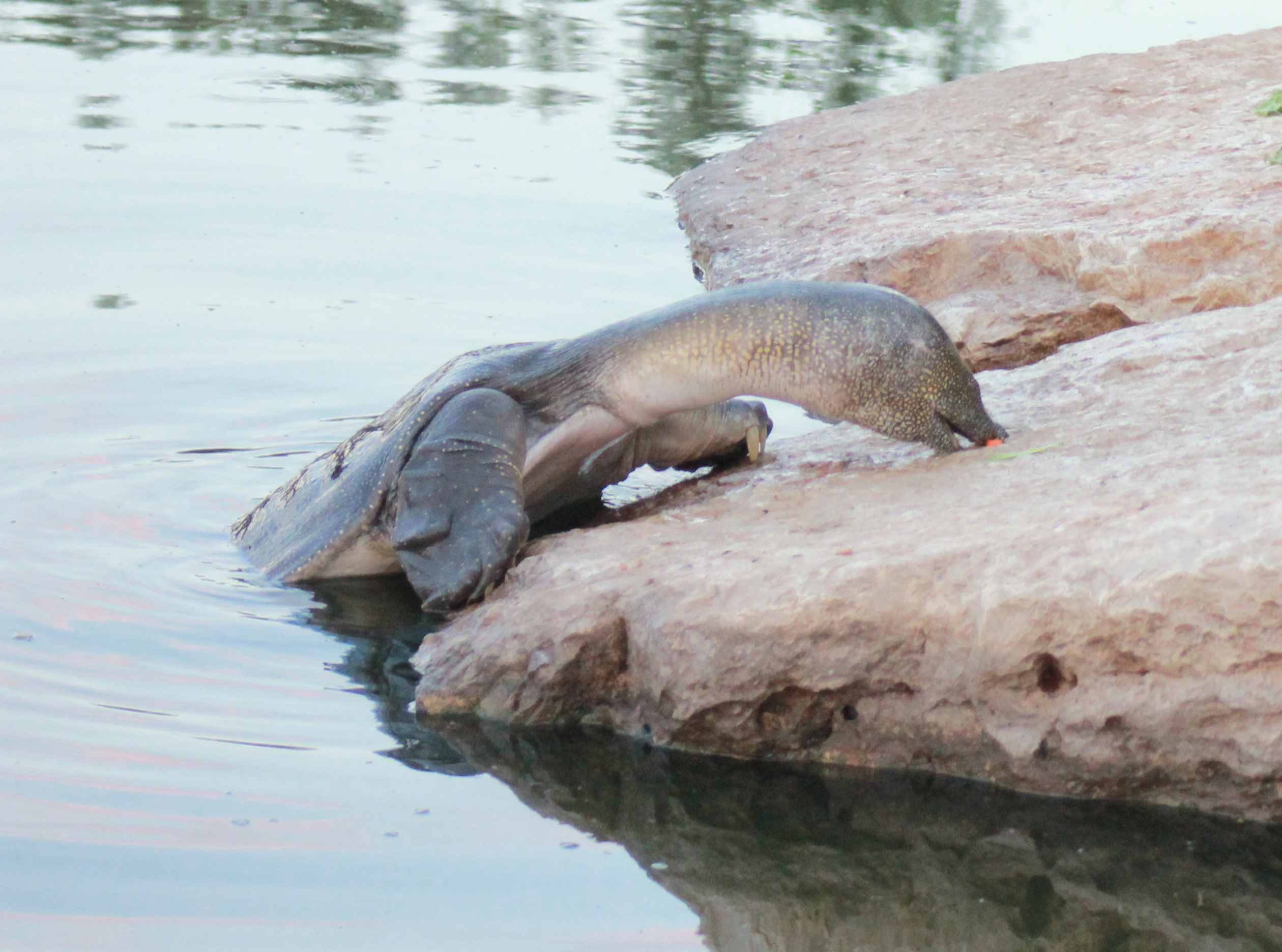